# Нова Земля (фільм, 2008)
«Нова Земля» (рос. Новая Земля) — російський фантастичний бойовик 2008 р. кінокомпанії «Андреевский флаг».

## Сюжет
2013 рік. У всьому світі скасована смертна кара, і тому в'язниці переповнені. Все більше коштів потрібно для утримання засуджених на довічне ув'язнення. Міжнародні організації приймають рішення про проведення експерименту з відділення злочинців від суспільства. Росія надає для цього безлюдний острів за полярним колом, де облаштовується невелике поселення і надається все необхідне для життя.
Туди вивозиться перша тестова партія ув'язнених з Росії, які погодилися взяти участь в неоднозначному експерименті. Їм пропонують почати нове життя, самим влаштувати своє суспільство. Однак поселенці починають жити за законом «Останній — мертвий» і життя на острові перетворюється на справжнє пекло, де правлять насильство і жадоба влади. Головний герой фільму, ув'язнений Іван Жилін, хоче вибратися з цього місця, де процвітають канібалізм і жорстокість.

## Ролі
- Костянтин Лавроненко — Жилін
- Інгеборга Дапкунайте — Марта
- Марат Башаров — Толя-слюсар
- Олександр Самойленко — Алі
- Сергій Жигунов — Полковник
- Андрій Феськов — Микола (Сипа)
- Євген Титов — Моряк
- Павло Сборщиков — Мавп
- Сергій Колтаков — Махов
- Віктор Жалсанов — Якут
- Владислав Абашин — Аржанов
- Заза Чичинадзе — Амурбек
- Микола Стоцький — Волинець
- Ігор Письменний — Олафсон
- Томмі «Тайні» Лістер — лідер групи американських ув'язнених
- Дмитро Шаракоіс — Естонець

## Виробництво
Фільмування картини відбувалися на острові Шпіцберген, в Криму, на Мальті та в павільйоні в Москві.

## Сприйняття
Рейтинг фільму на сайті IMD — 6,8/10.